# Trans Mar de Cortes
Trans Mar de Cortes S.A. est une compagnie aérienne mexicaine fondée en 1947 qui opère entre 1948 et 1960 avant d'être absorbée par Aeronaves de Mexico,. 